# Wertheim (austriackie przedsiębiorstwo)

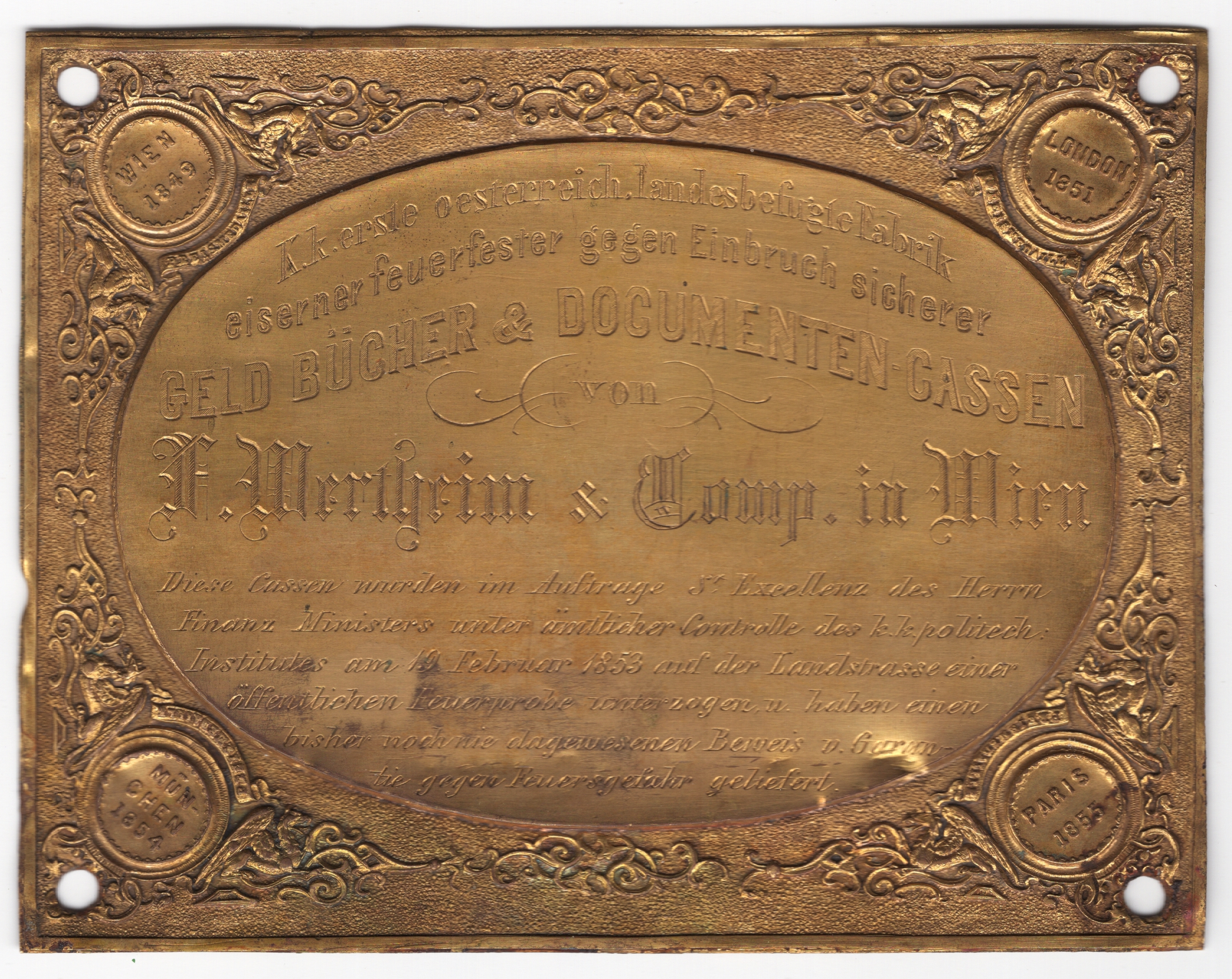
Szyld z kasy ogniotrwałej firmy F. Wertheim & Comp. in Wien 1860 r.

Wertheim GmbH – austriackie przedsiębiorstwo, powstałe w roku 1852. Założycielem był Franz Freiherr von Wertheim, który produkował w Wiedniu kasy ogniotrwałe. Obecnie firma produkuje kasy pancerne, sejfy, skarbce, szafy i meble metalowe, a także inne produkty związane z mechanicznym zabezpieczeniem mienia. Przedsiębiorstwo prowadzi produkcję w Austrii oraz w dwóch zakładach na Słowacji.
W roku 1851 Franz Freiherr von Wertheim uzyskał prawa patentowe do kasy firmy Sommermayer zaprezentowanej na wystawie światowej w Londynie, a w roku następnym patent austriacki na jej udoskonaloną wersję. W efekcie powstał w Wiedniu w roku 1852 pierwszy warsztat produkujący kasy ogniotrwałe, przekształcony w następnych latach w fabrykę „Wertheim-Kassen”. W lutym 1853 r. zorganizowano publiczny pokaz ogniowy, na którym wykazano odporność produkowanych kas na działanie ognia. Sukces pokazu spowodował, że wszystkie urzędy podatkowe, bank narodowy, oraz liczne instytucje kredytowe Monarchii Austro-Węgierskiej zamówiły kasy ogniotrwałe Wertheima.

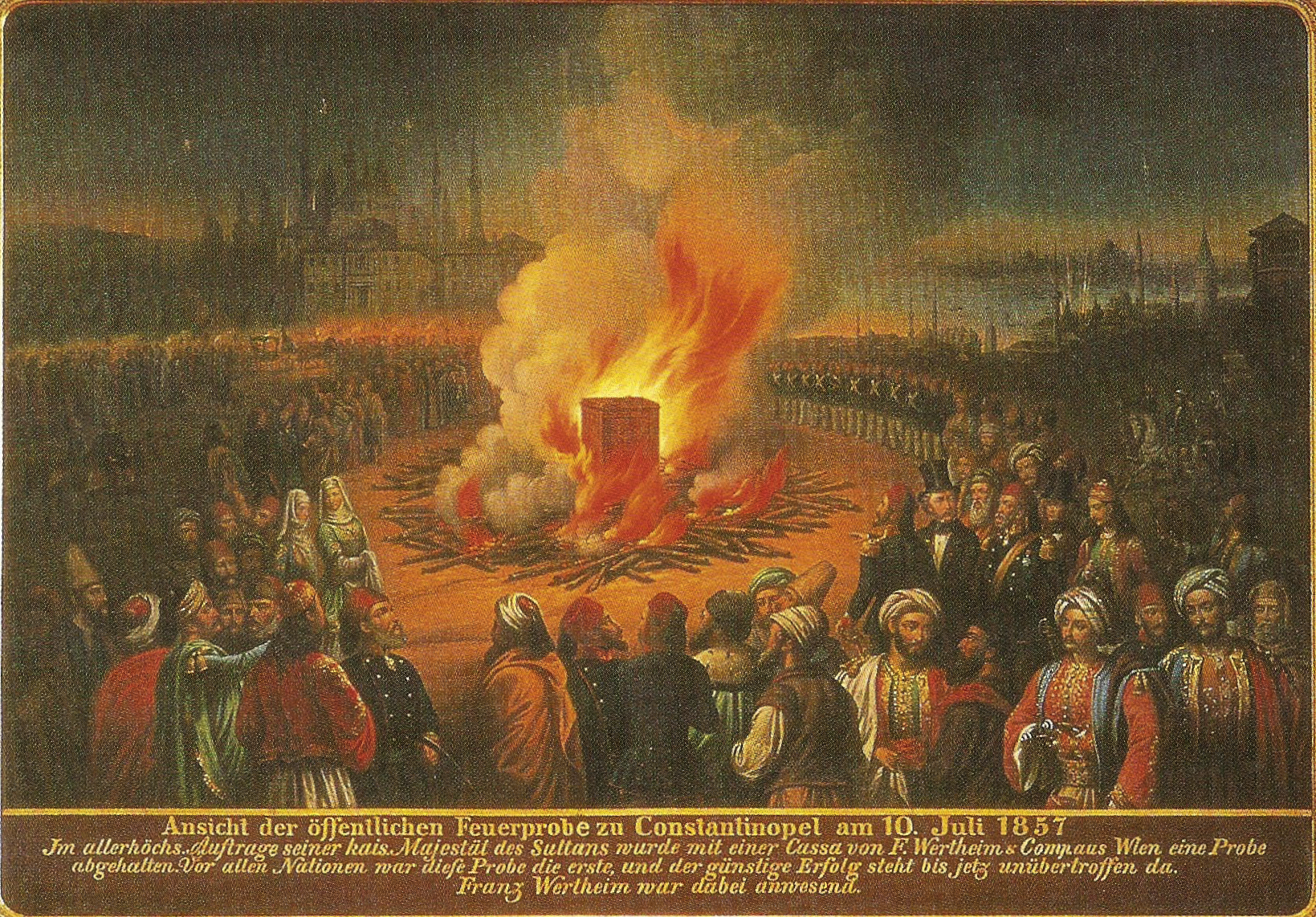
Próba ogniowa kasy pancernej w Konstantynopolu w roku 1857

Sensację wywołała kolejna próba ogniowa przeprowadzona 10 lipca 1857 roku w Konstantynopolu, w obecności sułtana i prominentnych osobistości. Sejf Wertheima przez kilka godzin był narażony na płomienie, niemniej zmagazynowane w nim papiery wartościowe i pieniądze nie poniosły żadnego uszczerbku. Z rozmachem przeprowadzona próba ogniowa zaowocowała masowym eksportem sejfów na Wschód.
W roku 1858 połączono kilka warsztatów wiedeńskich w jeden zakład na ówczesnej Louisengasse nr 6 (dzisiaj Mommsengasse) w czwartej dzielnicy Wiednia. W roku 1863 zakupiono prawa patentowe do zamka bębenkowego wynalezionego przez Linusa Yale’a i zaopatrzono wszystkie kasy w zamki i klucze tego systemu.
15 marca 1869 odbyły się w Wiedniu na Schwarzenbergplatz uroczystości z okazji sprzedaży 20 tysięcy kas ogniotrwałych Wertheima. Z tej okazji Josef Strauss wykonał skomponowaną przez siebie polkę „Święto ognia!” op. 269..
Rozkwitające przedsiębiorstwo przekształciło się w 1872 r. w spółkę akcyjną. Ale gdy w 1873 r. kursy akcji załamały się na fali ogólnego kryzysu, wykorzystano okazję, żeby przedsiębiorstwo z powrotem przekształcić we własność prywatną.
W roku 1883 zmarł założyciel Franz Freiherr von Wertheim, a przedsiębiorstwo, kierowane przez jego syna Franza i działające jako „F. Wertheim & Comp.” rozpoczęło produkcję dźwigów osobowych.
W czasie I wojny światowej produkcja została przekształcona na potrzeby armii. W roku 1925 zmarł Franz Wertheim (syn), a przedsiębiorstwo przejął jego szwagier, Ernst Bruno.
W latach trzydziestych XX wieku w Krakowie przy ul. Straszewskiego, działało przedstawicielstwo „F. Wertheim i Ska. Fabryka Kas i Dźwigów”. Przedstawicielstwo zajmowało się pozyskiwaniem i realizacją zamówień na kasy pancerne i windy, a potem także konserwacją i remontami zamontowanych dźwigów. Wertheim, aby zachować swoją pozycję (wraz z inną wiedeńską firmą Sowitsch, również produkującą windy), zapewniła sobie ulgi w postaci zwrotu kosztów cła, zapłaconego za każdą wyeksportowaną do Polski windę. Zatrudniano również lokalnych podwykonawców do produkcji mniej skomplikowanych technologicznie podzespołów, głównie drewnianych kabin windowych.

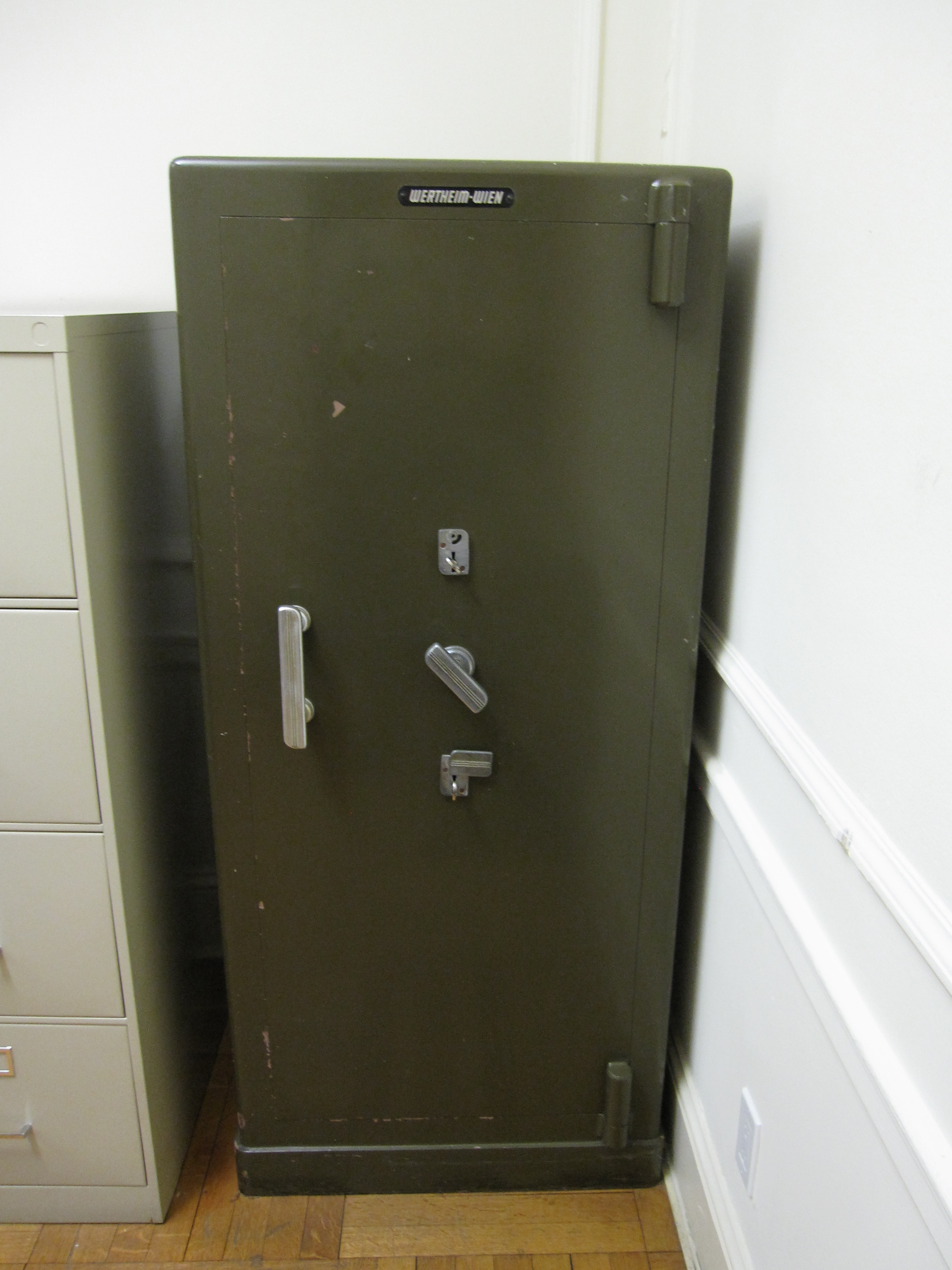
Sejf „Defensor Super” – rok 1960

Podczas II wojny światowej Wertheim ponownie zmienia profil produkcji na przemysł zbrojeniowy. W roku 1951 rozpoczęto produkcję schodów ruchomych, a w roku 1969 przedsiębiorstwo przejmuje Schindler – szwajcarski producent wind.
W roku 1985 Schindler zdecydował wyodrębniać produkcję sejfów, w efekcie sprzeciwu przedsiębiorstwo zostaje wykupione przez managerów Wertheima, tzw. Management-Buy-out w roku 1986.
Według danych Urzędu Dozoru Technicznego z 2008 roku, w Krakowie jest 20 działających wind firmy „F. Wertheim i Ska.” wyprodukowanych przed rokiem 1945..